# DDR-Skimeisterschaften 1969
Die 21. DDR-Skimeisterschaften fanden vom 27. Januar bis zum 1. Februar 1969 im sächsischen Oberwiesenthal statt. In zehn Entscheidungen der Nordischen Skidisziplinen Langlauf, Skispringen und Nordische Kombination, davon zwei Mannschaftswettbewerben, und sechs Entscheidungen der Alpinen Skidisziplinen gingen 316 Athleten an den Start. Die Wettbewerbe begannen bereits dienstags und endeten schon Sonnabend, da Athleten des ASK Oberhof schon am Sonnabend, dem 1. Februar, nicht mehr an den Wettkämpfen teilnahmen. Sie reisten zur Spartakiade der Armeesportvereinigungen. Deshalb wurden die Staffelläufe auch schon an einem Freitag durchgeführt. Aufgrund des Leistungssportbeschlusses des SED-Politbüros vom 8. April 1969 waren das die letzten DDR-Meisterschaften im Alpinen Skisport unter leistungssportlichen Bedingungen. Ab 1970 wurden die alpinen DDR-Meister, räumlich und zeitlich getrennt von den Skimeisterschaften, als breitensportliche Bestenermittlung durchgeführt.

## Nordischer Skisport

### Langlauf

#### Männer
15 km
Zwei Tage nach dem 30-Kilometer-Lauf lief es für die Oberhofer Athleten besser. Bei anhaltendem Schneefall konnte sich diesmal Gerhard Grimmer im Dauerduell mit Gert-Dietmar Klause durchsetzen und gewann mit fast einer dreiviertel Minute Vorsprung. Axel Lesser rundete mit dem Bronzeplatz das gute Abschneiden der Oberhofer Läufer ab.
Datum: Donnerstag, 30. Januar 1969
| Platz | Sportler            | Mannschaft                | Zeit (h) |
| ----- | ------------------- | ------------------------- | -------- |
| 1     | Gerhard Grimmer     | ASK Vorwärts Oberhof      | 52:23    |
| 2     | Gert-Dietmar Klause | SC Dynamo Klingenthal     | 53:07    |
| 3     | Axel Lesser         | ASK Vorwärts Oberhof      | 53:52    |
| 4     | Joachim Kretschmar  | SC Traktor Oberwiesenthal | 54:12    |
| 5     | Rainer Groß         | SC Dynamo Klingenthal     | 54:17    |
| 6     | Gerd Heßler         | SC Dynamo Klingenthal     | 54:23    |

30 km
Im Auftaktwettbewerb der Männer wurde das Duell Grimmer-Klause erwartet. Doch der Oberhofer hatte keine optimal präparierten Skier und bekam so auf der Strecke Probleme. Titelverteidiger Gert-Dietmar Klause hatte dementsprechend nach der Hälfte der Strecke schon 41 Sekunden Vorsprung vor Grimmer. Auch der andere Mitfavorit Axel Lesser kam mit den Bedingungen in der Loipe nicht zurecht und belegte am Ende mit über 6 Minuten Rückstand den 8. Platz. Für eine Überraschung sorgte der Klingenthaler Gerd Heßler, der in seinem ersten Jahr im Seniorenbereich gleich den ersten Vizemeistertitel holte.
Datum: Dienstag, 28. Januar 1969
| Platz | Sportler            | Mannschaft            | Zeit (h) |
| ----- | ------------------- | --------------------- | -------- |
| 1     | Gert-Dietmar Klause | SC Dynamo Klingenthal | 1:37:54  |
| 2     | Gerd Heßler         | SC Dynamo Klingenthal | 1:38:20  |
| 3     | Gerhard Grimmer     | ASK Vorwärts Oberhof  | 1:40:32  |
| 4     | Georg Kowars        | SC Harz               | 1:41:28  |
| 5     | Günter Stützner     | SC Dynamo Klingenthal | 1:42:53  |
| 6     | Jürgen Wolf         | SC Dynamo Klingenthal | 1:42:56  |

50 km
Der längste Laufwettbewerb der Männer startete mit einem Handicap. Da der ASK Oberhof mit seinen Athleten schon zur Spartakiade der Armeesportvereinigungen abgereist war, fehlten Titelverteidiger Axel Lesser und Mitfavorit Gerhard Grimmer. In deren Abwesenheit wurde der Wettbewerb fast eine Klingenthaler Vereinsmeisterschaft. Am Ende holte sich Gert-Dietmar Klause souverän den Titel.
Datum: Sonnabend, 1. Februar 1979
| Platz | Sportler            | Mannschaft                | Zeit (h) |
| ----- | ------------------- | ------------------------- | -------- |
| 1     | Gert-Dietmar Klause | SC Dynamo Klingenthal     | 3:01:47  |
| 2     | Jürgen Wolf         | SC Dynamo Klingenthal     | 3:3:04   |
| 3     | Schubert            | SC Dynamo Klingenthal     | 3:07:42  |
| 4     | Joachim Kretschmar  | SC Traktor Oberwiesenthal | 3:09:23  |
| 5     | Steffen Schulze     | SC Dynamo Klingenthal     | 3:09:37  |
| 6     | Rainer Groß         | SC Dynamo Klingenthal     | 3:10:49  |

4 × 10-km-Staffel
In der durchaus mit Spannung erwarteten Staffelentscheidung war das Rennen bereits nach den Startläufern entschieden. Ausgerechnet Routinier Gerhard Grimmer verlor schon zu Beginn fast eineinhalb Minuten auf den Klingenthaler Rainer Groß. Und die starken Heßler und Wolf sowie Grimmers Dauerrivale Gert-Dietmar Klause vergrößerten den Abstand kontinuierlich. Am Ende gewannen die Klingenthaler mit fast dreieinhalb Minuten Vorsprung. Letztlich musste die Oberhofer Staffel sogar um Silber bangen, da die mitgelaufene Biathletenstaffel von der SG Dynamo Zinnwald nur 16 Sekunden länger brauchte.
Datum: Freitag, 31. Januar 1969
| Platz | Mannschaft                   | Sportler                                                | Zeit (h) |
| ----- | ---------------------------- | ------------------------------------------------------- | -------- |
| 1     | SC Dynamo Klingenthal I      | Rainer Groß Gerd Heßler Jürgen Wolf Gert-Dietmar Klause | 2:25:45  |
| 2     | ASK Vorwärts Oberhof         | Gerhard Grimmer Wolfgang Hössrich Axel Lesser Abig      | 2:29:12  |
| 3     | SG Dynamo Zinnwald           | Hansjörg Knauthe Horst Koschka Reichard Dieter Speer    | 2:29:28  |
| 4     | SG Dynamo Johanngeorgenstadt |                                                         | 2:31:05  |
| 5     | SC Dynamo Klingenthal II     |                                                         | 2:32:24  |
| 6     | SC Traktor Oberwiesenthal    |                                                         | 2:35:00  |

#### Frauen
5 km
Den letzten Titel bei den Frauen holte sich Renate Köhler. Sie hatte schon in der Staffel ihre starke Form angezeigt. Silber ging knapp an die Zella-Mehliserin Karin Scheidel, die drei Sekunden schneller als die Klingenthalerin Gabriele Haupt war.
Datum: Sonnabend, 1. Februar 1969
| Platz | Sportler       | Mannschaft                   | Zeit (h) |  |
| ----- | -------------- | ---------------------------- | -------- |  |
| 1     | Renate Köhler  | SC Traktor Oberwiesenthal    | 20:27    |  |
| 2     | Karin Scheidel | SC Motor Zella-Mehlis        | 20:46    |  |
| 3     | Gabriele Haupt | SC Dynamo Klingenthal        | 20:49    |  |
| 4     | Anna Unger     | SC Dynamo Klingenthal        | 21:01    |  |
| 5     | Gudrun Schmidt | BSG Motor Mitte Zella-Mehlis | 21:21    |  |
| 6     | Christel Thiel | SC Dynamo Klingenthal        | 21:37    |  |

10 km
Im ersten Laufwettbewerb der Frauen ließ Olympiateilnehmerin Anni Unger keine Zweifel an ihrer Form aufkommen. Sie gewann das Rennen souverän mit über einer dreiviertel Minute Vorsprung. Vizemeisterin wurde die Zella-Mehliserin Gudrun Schmidt, die ihre letzte Meisterschaftsmedaille gewann. Schmidt war vor der Saison bereits vom SC Motor Zella-Mehlis zur BSG Motor Mitte Zella-Mehlis gewechselt und war damit eine der wenigen BSG-Sportlerinnen, die Meisterschaftsmedaillen gewann.
Datum: Dienstag, 28. Januar 1969
| Platz | Sportler          | Mannschaft                   | Zeit (h) |
| ----- | ----------------- | ---------------------------- | -------- |
| 1     | Anna Unger        | SC Dynamo Klingenthal        | 38:08    |
| 2     | Gudrun Schmidt    | BSG Motor Mitte Zella-Mehlis | 38:50    |
| 3     | Gabriele Haupt    | SC Dynamo Klingenthal        | 39:11    |
| 4     | Karin Scheidel    | SC Motor Zella-Mehlis        | 39:31    |
| 5     | Renate Köhler     | SC Traktor Oberwiesenthal    | 39:38    |
| 6     | Christine Philipp | SC Traktor Oberwiesenthal    | 40:11    |

3 × 5-km-Staffel
Auch ohne die eine Lücke hinterlassende Christine Nestler konnte die Oberwiesenthaler Staffel den Wettbewerb für sich entscheiden. Den Grundstein dafür legte Renate Köhler mit Tagesbestzeit, so dass am Ende trotz einer starken Anni Unger der Vorsprung noch 25 Sekunden betrug.
Datum: Freitag, 31. Januar 1969
| Platz | Mannschaft                   | Sportler                                      | Zeit (h) |
| ----- | ---------------------------- | --------------------------------------------- | -------- |
| 1     | SC Traktor Oberwiesenthal    | Birgit Hunger Renate Köhler Christine Philipp | 1:07:30  |
| 2     | SC Dynamo Klingenthal I      | Gabriele Haupt Christel Thiel Anna Unger      | 1:07:55  |
| 3     | SC Dynamo Klingenthal II     | Peterhänsel R. Unger Dürrschmidt              | 1:11:00  |
| 4     | SC Motor Zella-Mehlis        |                                               | 1:11:14  |
| 5     | SC Dynamo Klingenthal III    |                                               | 1:13:38  |
| 6     | SC Traktor Oberwiesenthal II |                                               | 1:13:46  |

### Nordische Kombination
Nach dem Springen führte bereits Karl-Heinz Luck, dahinter platzierten sich aber zunächst Junioren. Vorjahresmeister Lothar Düring und der Bronzemedaillengewinner von Grenoble, Andreas Kunz enttäuschten zunächst, Kunz war nach dem Springen gar nur 16. Als Laufschnellster konnte Kunz letzten Endes aber noch die Bronzemedaille in Empfang nehmen. Lothar Düring schob sich noch auf Platz 2, nur reichlich 2 Punkte hinter dem neuen Meister Karl-Heinz Luck.
Datum: Sprunglauf Mittwoch, 29. Januar 1969; 15 km Donnerstag, 30. Januar 1969
| Platz | Sportler         | Mannschaft                   | Punkte |
| ----- | ---------------- | ---------------------------- | ------ |
| 1     | Karl-Heinz Luck  | SC Motor Zella-Mehlis        | 444,23 |
| 2     | Lothar Düring    | SG Dynamo Johanngeorgenstadt | 442,12 |
| 3     | Andreas Kunz     | SC Dynamo Klingenthal        | 435,30 |
| 4     | Günter Münzner   | SG Dynamo Johanngeorgenstadt | 426,23 |
| 5     | Möller           | SG Dynamo Johanngeorgenstadt | 414,76 |
| 6     | Roland Weißpflog | SC Traktor Oberwiesenthal    | 409,55 |

### Skispringen

#### Normalschanze
Durch die etwas schwächelnden Spitzenspringer endete der Wettbewerb mit einer Überraschung. Nicht die favorisierten Horst Queck, Manfred Wolf oder Heinz Schmidt, der bei der Vierschanzentournee bester Springer des DDR-Aufgebots war, bestimmten den Wettbewerb, sondern der bis dahin nur Kennern bekannte Jürgen Dommerich. Mit zwei Sprüngen von je 81 Metern holte sich der 20-Jährige mit großem Vorsprung seinen ersten und auch einzigen Meistertitel.
Datum: Donnerstag, 30. Januar 1969
| Platz | Sportler          | Mannschaft                | Punkte |
| ----- | ----------------- | ------------------------- | ------ |
| 1     | Jürgen Dommerich  | SC Motor Zella-Mehlis     | 234,3  |
| 2     | Bernd Karwofsky   | SC Dynamo Klingenthal     | 217,3  |
| 3     | Peter Lesser      | SC Motor Zella-Mehlis     | 216,2  |
| 4     | Christian Kiehl   | SC Traktor Oberwiesenthal | 215,7  |
| 5     | Heinz Schmidt     | SC Motor Zella-Mehlis     | 212,9  |
| 6     | Wolfgang Stöhr    | SC Dynamo Klingenthal     | 210,2  |
| 7     | Bernd Willomitzer | SC Traktor Oberwiesenthal | 208,2  |
| 8     | Bernd Baptistella | ASK Vorwärts Brotterode   | 204,9  |
| 9     | Walther           | SC Motor Zella-Mehlis     | 202,2  |
| 10    | Wolfgang Schedewy | SC Dynamo Klingenthal     | 200,3  |

#### Großschanze
Nach drei Vizemeistertiteln gelang nun dem Zella-Mehliser Horst Queck sein erster Einzeltitel auf der Großen Aschbergschanze bei Klingenthal. Den Zella-Mehliser Dreifacherfolg vervollständigten Heinz Schmidt und Peter Lesser. Auch Jürgen Dommerich zeigte mit Platz 5, das sein Erfolg über die Normalschanze kein Zufall war. Enttäuschend war das Abschneiden der Klingenthaler Hausherren. Der erste Dynamosportler war auf Platz 7 zu finden, hingegen 5 Zella-Mehliser Athleten unter den ersten Sechs.
Datum: Sonnabend, 1. Februar 1969
| Platz | Sportler          | Mannschaft                | Punkte |
| ----- | ----------------- | ------------------------- | ------ |
| 1     | Horst Queck       | SC Motor Zella-Mehlis     | 239,7  |
| 2     | Heinz Schmidt     | SC Motor Zella-Mehlis     | 228,6  |
| 3     | Peter Lesser      | SC Motor Zella-Mehlis     | 222,4  |
| 4     | Christian Kiehl   | SC Traktor Oberwiesenthal | 218,4  |
| 5     | Jürgen Dommerich  | SC Motor Zella-Mehlis     | 217,8  |
| 6     | Rainer Schmidt    | SC Motor Zella-Mehlis     | 205,5  |
| 7     | Bernd Karwofsky   | SC Dynamo Klingenthal     | 201,4  |
| 8     | Wolfgang Stöhr    | SC Dynamo Klingenthal     | 200,1  |
| 9     | Heinz Wosipiwo    | SC Dynamo Klingenthal     | 199,9  |
| 10    | Wolfgang Schedewy | SC Dynamo Klingenthal     | 191,2  |

## Alpiner Skisport

### Riesenslalom
Der Wettbewerb wurde auf einer Streckenlänge von 1200 Metern bei einem Höhenunterschied von 314 Metern ausgetragen. Jeder Athlet absolvierte zwei Läufe. Oberhalb 1000 Meter Höhenlage schneite es, in tieferen Lagen ging der Schnee in Regen über.

#### Männer
Nach dem ersten Lauf lag noch Joachim Riedel mit einer Zehntelsekunde vor seinem Mannschaftskameraden Jochen Klutz. Der 19-Jährige war aber im zweiten Lauf Drei Zehntel schneller als Riedel und konnte so seinen ersten alpinen Meistertitel holen.
Datum: Mittwoch, 29. Januar 1969
| Platz | Sportler       | Mannschaft                | Gesamtzeit |
| ----- | -------------- | ------------------------- | ---------- |
| 1     | Jochen Klutz   | SC Traktor Oberwiesenthal | 2:40,5     |
| 2     | Joachim Riedel | SC Traktor Oberwiesenthal | 2:40,7     |
| 3     | Friedrich Helm | SC Traktor Oberwiesenthal | 2:43,4     |

#### Frauen
Nach dem ersten Lauf führte Erika Ullmann, die ihren 16. Geburtstag feierte, mit einer Sekunde Vorsprung vor Karin Schlick. Diese konnte im zweiten Lauf exakt diesen Abstand wettmachen, so dass es am Ende zwei Siegerinnen gab. Die dreimalige Vorjahressiegerin Christina Jung, nunmehr an der DHfK Leipzig studierend, gewann Bronze.
Datum: Mittwoch, 29. Januar 1969
| Platz | Sportler       | Mannschaft                | Gesamtzeit |
| ----- | -------------- | ------------------------- | ---------- |
| 1     | Erika Ullmann  | SC Traktor Oberwiesenthal | 2:42,5     |
| 1     | Karin Schlick  | SC DHfK Leipzig           | 2:42,5     |
| 3     | Christina Jung | SC DHfK Leipzig           | 2:46,8     |

### Spezialslalom

#### Männer
Auch im Spezialslalom hatte Jochen Klutz vor Jochen Riedel die Nase vorn.
Datum: Sonnabend, 1. Februar 1969
| Platz | Sportler              | Mannschaft                | Zeit   |
| ----- | --------------------- | ------------------------- | ------ |
| 1     | Jochen Klutz          | SC Traktor Oberwiesenthal | 1:57,8 |
| 2     | Joachim Riedel        | SC Traktor Oberwiesenthal | 1:59,7 |
| 3     | Andreas Estel         | SC Traktor Oberwiesenthal | 2:00,5 |
| 4     | Claus-Dieter Haustein | SC Traktor Oberwiesenthal |        |
| 5     | Stumpf                | BSG Motor Jöhstadt        |        |
| 6     | Schuster              | SC Traktor Oberwiesenthal |        |

#### Frauen
Auch im Spezialslalom ließ die Oberwiesenthalerin Erika Ullmann der Konkurrenz keine Chance und gewann mit großem Vorsprung nach zwei Läufen den Wettbewerb.
Datum: Donnerstag, 30. Januar 1969
| Platz | Sportler       | Mannschaft                | Zeit   |
| ----- | -------------- | ------------------------- | ------ |
| 1     | Erika Ullmann  | SC Traktor Oberwiesenthal | 1:38,8 |
| 2     | Bärbel Müller  | SC Traktor Oberwiesenthal | 1:42,4 |
| 3     | Christina Jung | SC DHfK Leipzig           | 1:43,0 |
| 4     | Drechsler      | SC Traktor Oberwiesenthal |        |
| 5     | Loos           | SC Traktor Oberwiesenthal |        |
| 6     | Kraus          | SC Traktor Oberwiesenthal |        |

### Alpine Kombination

#### Männer
Durch den Sieg in beiden Teildisziplinen war der Sieg in der Kombination die logische Konsequenz. Klutz war damit auch dreifacher DDR-Meister.
Datum: Sonnabend, 1. Februar 1969
| Platz | Sportler              | Mannschaft                | Punkte |
| ----- | --------------------- | ------------------------- | ------ |
| 1     | Jochen Klutz          | SC Traktor Oberwiesenthal | 0      |
| 2     | Joachim Riedel        | SC Traktor Oberwiesenthal | 9,78   |
| 3     | Claus-Dieter Haustein | SC Traktor Oberwiesenthal | 40,24  |

#### Frauen
Durch die zwei Siege in den Einzeldisziplinen gewann Erika Ullmann mit der Idealnote 0 Punkte auch die Alpine Kombination. Die erst 16-jährige Athletin vom SC Traktor Oberwiesenthal war nun dreifache DDR-Meisterin. Die Entscheidung um den Vizemeistertitel fiel äußerst knapp aus. Nur 0,6 Punkte Vorsprung hatte am Ende Bärbel Müller, die Silber vor Christina Jung gewann.
Datum: Donnerstag, 30. Januar 1969
| Platz | Sportler       | Mannschaft                | Punkte |
| ----- | -------------- | ------------------------- | ------ |
| 1     | Erika Ullmann  | SC Traktor Oberwiesenthal | 0      |
| 2     | Bärbel Müller  | SC Traktor Oberwiesenthal | 39,38  |
| 3     | Christina Jung | SC DHfK Leipzig           | 39,98  |
| 4     | Karin Schlick  | SC DHfK Leipzig           | 74,26  |
| 5     | Griebel        | SC Traktor Oberwiesenthal | 77,54  |
| 6     | Loos           | SC Traktor Oberwiesenthal | 85,60  |

## Medaillenspiegel

### Nordischer Skisport
Mit fast der Hälfte aller Medaillen, davon vier Goldenen, waren die Klingenthaler Dynamoathleten die erfolgreichsten. Dem ASk Oberhof blieb ein etwas besseres Abschneiden verwehrt, da kein ASK-Athlet mehr am Springen von der Großschanze und dem 50-Kilometer-Lauf teilnahm. Speziell über die Langstrecke wären Medaillen möglich gewesen.
| Medaillenspiegel (nach allen 10 Wettbewerben) | Medaillenspiegel (nach allen 10 Wettbewerben) | Medaillenspiegel (nach allen 10 Wettbewerben) | Medaillenspiegel (nach allen 10 Wettbewerben) | Medaillenspiegel (nach allen 10 Wettbewerben) | Medaillenspiegel (nach allen 10 Wettbewerben) |
| Platz                                         | Mannschaft                                    | Gold                                          | Silber                                        | Bronze                                        | Gesamt                                        |
| --------------------------------------------- | --------------------------------------------- | --------------------------------------------- | --------------------------------------------- | --------------------------------------------- | --------------------------------------------- |
| 1                                             | SC Dynamo Klingenthal                         | 4                                             | 5                                             | 5                                             | 14                                            |
| 2                                             | SC Motor Zella-Mehlis                         | 3                                             | 2                                             | 2                                             | 7                                             |
| 3                                             | SC Traktor Oberwiesenthal                     | 2                                             | 0                                             | 0                                             | 2                                             |
| 4                                             | ASK Vorwärts Oberhof                          | 1                                             | 1                                             | 2                                             | 4                                             |
| 5                                             | SG Dynamo Johanngeorgenstadt                  | 0                                             | 1                                             | 0                                             | 1                                             |
| 5                                             | BSG Motor Mitte Zella-Mehlis                  | 0                                             | 1                                             | 0                                             | 1                                             |
| 7                                             | SG Dynamo Zinnwald                            | 0                                             | 1                                             | 1                                             | 1                                             |

### Alpiner Skisport
Bei den Alpinen gingen die Medaillen nur an einen Club und eine Hochschule: der SC Traktor Oberwiesenthal gewann 6 × Gold, 5 × Silber und 4 × Bronze, an die DHfK in Leipzig gingen eine Goldmedaille und drei Bronzemedaillen.